# Portada/article setembre 2

## Capella de Reyes Nuevos de la catedral de Toledo
La Capella de Reyes Nuevos de la catedral de Toledo és la segona capella sepulcral que van construir els reis de Castella a la catedral de Toledo. Va encarregar la seva construcció Enric II, primer rei de la casa de Trastàmara. Havia de ser el panteó familiar de la seva nova dinastia, a través d'una fundació nomenada en el seu testament datat a Burgos del dia 29 de maig de 1374. Enric II va cercar el marc legitimador que oferia la catedral toledana en allotjar l'antiga capella de Reyes Viejos, on estaven enterrats els reis Sanç IV de Castella i Alfons XI de Castella; aquest últim li donava un suport legitimador. Originalment, es va realitzar a la nau de l'Evangeli, als peus del temple, i cent cinquanta anys més tard va ser traslladada a la capçalera de la catedral, on està ubicada a l'actualitat.